# Фельдшпатоїди
Фельдшпатоїди — група мінералів, каркасних алюмосилікатів натрію, калію, частково кальцію. Головні мінерали: нефелін, содаліт, лейцит, нозеан, гаюїн, канкриніт та ін. Входять до складу магматичних порід, недонасичених крем'яною кислотою і утворюються замість польових шпатів на пізній стадії магматичного процесу при нестачі у лужній магмі кремнезему для зв'язування Al, Na, K, Ca. Поширені у лужних гірських породах.